# (13606) Bean
(13606) Bean (1994 RN5) – planetoida z grupy pasa głównego asteroid okrążająca Słońce w ciągu 3,79 lat w średniej odległości 2,43 j.a. Odkryta 11 września 1994 roku.